# 蒂格罗瓦亚河
蒂格羅瓦亞河（羅馬化：Reka Tigrovaya），又称西岔河（俄语：Река Сица），是位於俄羅斯濱海邊疆區南部游击队区的河流，屬於帕爾季贊斯卡亞河的右支流，河道全長53公里，流域面積698平方公里，發源自锡霍特山脉南麓。河口处是卡赞卡村，河口对面是奥廖尔村。此河在1970年代中蘇交惡期間被改為現時名稱，意思為「虎河」。